# Arne Petersen
Arne Petersen (født 28. december 1924 i København) var en dansk fodboldspiller, som vandt DM med B.93 i 1946, hvor han som angriber spillede 96 kampe og scorede 12 mål i perioden 1943-1952.
Arne Petersen debuterede for B.93 i en kamp mod AB den 10. oktober 1943. Tyskerne havde i oktober og november 1943 indført forbud mod tilskuere til kampene, så Idrætsparken var tom.
Han var med til at vinde klubbens seneste DM-titel i 1946.